# ویکی‌پدیای برمه‌ای
ویکی‌پدیای برمه‌ای نسخه برمه‌ای وبگاه ویکی‌پدیا است.
این دانشنامه تا ۱۰ اکتبر ۲۰۱۱ با بیش از ۷٬۳۰۰ مقاله در رده صدوهجدهم ویکی‌پدیاها قرار گرفته‌است.